# Responsabilité des commettants du fait de leurs préposés en droit civil français
La responsabilité des commettants du fait de leurs préposés est un type de responsabilité du fait d'autrui. Il s'agit de la situation dans laquelle un employé cause un dommage à un tiers et engage dès lors la responsabilité délictuelle de son employeur.
Ce type de responsabilité est régi à l'article 1242 du Code civil dont son 5e alinéa dispose que :
« Les maîtres et les commettants, (sont solidairement responsables) du dommage causé par leurs domestiques et préposés dans les fonctions auxquelles ils les ont employés »

## Les conditions de la responsabilité du commettant

### Un lien de préposition
"Lien de préposition" signifie qu'il y a un rapport de subordination entre le commettant et le préposé, c'est-à-dire un rapport hiérarchique de type employeur/employé. Le commettant a donc le pouvoir de commander et diriger l'action du préposé. Ce lien de préposition provient généralement du contrat de travail, mais pas seulement. En effet, il peut également ressortir dans les faits de liens d'amitié, de famille, de complaisance (ex: le pouvoir du beau-père sur son gendre). Ce qui compte, c'est la réalité du pouvoir de l'un, sur l'autre.
Il peut arriver qu'il y ait plusieurs commettants pour un seul préposé et ce dans deux cas de figure :
- Le déplacement du lien de subordination : le préposé normalement durablement lié à un commettant est mis temporairement à la disposition d'un tiers. Il convient alors de savoir, au moment de la survenance du dommage, qui avait l'autorité effective entre le tiers et le commettant.
- L'attribution effective de lien de préposition : le préposé peut avoir deux commettants en même temps, dont la responsabilité n'est alors pas cumulative mais alternative selon l'activité exercée et du genre de faute commise par le préposé.

### Le fait du préposé
Pour que la responsabilité délictuelle soit engagée, il faut un fait fautif. Il faut prouver que le préposé a commis un acte de nature à engager sa responsabilité personnelle pour engager la responsabilité du commettant. Néanmoins, par exception, le régime des accidents de la circulation s'applique également.
La Cour de cassation impose véritablement la présence d'une faute. Cette exigence est par ailleurs très largement contestée par la doctrine qui souhaiterait un simple fait causal pour engager la responsabilité.

### Le rattachement du fait dommageable au rapport de préposition
Le fait fautif doit être réalisé dans le cadre des fonctions du préposé. Cette condition engendre dès lors une situation problématique concernant l'abus de fonction. C'est-à-dire que l'acte, sans vraiment être dans le cadre des fonctions, a été provoqué par celles-ci (ex : un accident de la route provoqué par la voiture de fonction durant le week-end).
Un arrêt de l'Assemblée plénière en date du 19 mai 1988 (arrêt La Cité) a éclairci le cas de l'abus de fonction en émettant trois conditions cumulatives pour la mise en œuvre de la responsabilité du préposé :
1. Le préposé a agi hors de ses fonctions
2. Le préposé a agi sans autorisation
3. Le préposé a agi à des fins étrangères à ses attributions

De nos jours, la condition "hors des fonctions" est massivement utilisée. Il s'agit en réalité de la théorie de l'apparence : la jurisprudence se place dans la position de la victime et se demande si elle pouvait légitimement croire que le préposé agissait dans le cadre de ses fonctions, et si ce n'est pas le cas, le commettant est exonéré.

## Régime de la responsabilité du commettant
Le régime de la responsabilité des commettants du fait de leurs préposés est un régime de plein droit. C'est-à-dire que ni le commettant ne peut s'exonérer en prouvant qu'il n'a accompli aucune faute dans le lien de subordination qui le lie avec son préposé. Les exonérations possibles sont uniquement : la force majeure, la faute de la victime ou le fait d'un tiers.

### Les actions de la victime
La victime d'un dommage causé par un préposé peut se retourner soit contre ce dernier seul, soit contre son commettant seul :
- L'action contre le commettant seul

La victime devra prouver que les conditions de la mise en jeu de responsabilité sont remplies. Le commettant ne pourra pas s'exonérer en prouvant qu'il n'a lui-même pas commis de faute. Son seul moyen est de prouver l'abus de fonction du préposé ou alors d'invoquer la cause étrangère telle que la force majeure.
- L'action contre le préposé seul

Deux grands arrêts définissent cette action : l'arrêt Rochas, mais surtout l'arrêt Costedoat décidant que « n’engage pas sa responsabilité à l’égard des tiers le préposé qui agit sans excéder les limites de la mission qui lui a été impartie par son commettant ». Cet arrêt a été précisé et une exception a été admise lorsque le préposé commet une faute pénale intentionnelle (arrêt Cousin).

### Le recours du commettant
Une fois le dommage causé et la responsabilité du commettant engagée, celui-ci peut se retourner contre son préposé, et ce, si un contrat de travail est établi entre eux deux. Il pourra donc demander réparation du préjudice si et seulement si le préposé a excédé les limites de sa mission (arrêt Costedoat, 2000) ou s'il a commis une faute pénale intentionnelle (arrêt Cousin, 2001).

#### En droit administratif
- Faute de service